# Пушкин, Никита Михайлович
Никита Михайлович Пушкин (? — 1622) — дворянин московский (1577), воевода и окольничий (1619).

## Биография
Представитель дворянского рода Пушкиных. Третий сын воеводы Михаила Фёдоровича Пушкина (? — 1607). Братья — Евстафий (ум. 1603), Иван Большой (ум. 1612), Леонтий (ум. 1605) и Иван Меньшой (ум. после 1619).
Никита Пушкин начал службу в правление царя Ивана Грозного. В 1570—1572 годах — «поддатня» в походе на Новгород.
В 1577 году — дворянин московский, его поместный оклад по Вязьме — 500 четей.
В 1598 году Н. М. Пушкин подписал соборное постановление об избрании на царский трон Бориса Фёдоровича Годунова. В 1603—1605 годах он находился на воеводстве в Тобольске.
Во время Смутного времени Никита Михайлович Пушкин в 1608—1609 годах служил воеводой в Вологде, играя двойную игру. Законный царь Василий Шуйский, сидевший в Москве, и самозванец Лжедмитрий II, укрепившийся в Тушино, считали его своим человеком.
Получив от воеводы ярославского, князя Ф. П. Борятинского, наказ и целовальную запись на присягу Лжедмитрию II, воевода вологодский Никита Пушкин принес присягу на верность тушинскому вору и заставил жителей Вологды целовать крест на верность самозванцу. По требованию Н. М. Пушкина жители Тотьмы также принесли присягу на верность тушинскому вору. Вначале Лжедмитрий II рассылал по покорившимся ему городам грамоту, в которых обещал служилым людям жалованье и подарки, а торговым и посадским людям — грамоты об освобождении от всех царских податей. Однако польские паны, находившиеся в Тушинском лагере и сражавшиеся от имени самозванца, стали требовать от покорившихся городов выплаты большой контрибуции.
В январе 1609 года в Устюге были получены грамоты с Тотьмы и из Вологды, представляющие вологодского воеводу Никиту Пушкина совершенно с разных сторон. Тотмичи писали: " с Вологды Микита Пушкин пишет в полки к вору, а я де вам Вологду сдам, треть де и стоит, а два жеребья сдаются, и как придете, — и мы де Вологду сдадим; а к Вологде ходит, к Миките Пушкину, лазутчик, Тренею зовут, Крылов из Жилина, живет за Солью Галецькою ". Жители Вологды писали устюжанам о походе литовских людей с костромскими, ярославскими, романовскими и пошехонскими мятежниками на Вологду и просили прислать на помощь ратных людей и сибирских казаков. При этом вологжане выражали удивление и обиду, что устюжане пишут прямо к ним, помимо их воеводы Пушкина: " а воевода Микита Михайлович — заканчивалась грамота —  да дьяк Рахманин Воронов на Вологде у государевых и у земских дел живут по-прежнему и о всяких государевых и о земских и о ратных делах с нами о всем радеют вместе единомышленно: и нам, господине, в том сумненье, что вы к ним о совете не пишете ". Вологжане отказались от присяги самозванцу и стали служить «верой и правдой» московскому царю Василию Шуйскому. Сам Василий Шуйский считал Никиту Пушкина своим надежным сторонником, потому что в феврале 1609 года писал грамоту в Пермь о сборе ратных людей и об отправке их в Вологду, а воеводе Н. М. Пушкину написал 28 февраля о назначении голов вологодским ратным людям, о посылке их против мятежников, об укреплении Вологды на случай осады и т. д.
В середине марта 1610 года князь Михаил Васильевич Скопин-Шуйский писал в Вологду о прибытии шведского вспомогательного отряда в московские владения, а в конце марта Никита Пушкин извещал Пермь и Соликамск, что их ратные люди с вологодцами отправлены на царскую службу под Кострому. В конце апреля или в начале мая 1610 года Н. М. Пушкин сообщал устюжанам, что посланные им в Ярославль наряд и зелье доставлены туда благополучно, и что ярославцы просят прислать ратных людей и зелья из всех городов.
15 мая 1609 года царь Василий Шуйский послал Никите Пушкину грамоту, чтобы он собрал в Вологде всяких чинов людей и объявил им царское прощенье, что они «неволею ворам крест целовали», а за их службу — обещание разных льгот в податях и прав беспошлинной торговли. В августе 1609 года целовальник Карпик был послан верхотурскими воеводами с соболиною казною. Он приехал в Вологду лишь в понедельник на Страстной неделе 1610 года, и воевода Никита Пушкин не пустил его в Новгород, а предварительно написал к Михаилу Скопину-Шуйскому, чтобы узнать, как распорядиться. По приказу князя Михаила Васильевича Скопина, соболиная казна оставлена была до времени в Вологде и оставлена на хранение в соборном храме Софии Премудрости Божией.
В 1613 году В. Н. Пушкин подписал соборную грамоту об избрании на царский трон Михаила Фёдоровича Романова. В том же году он служил воеводой в Холмогорах. В 1614—1616 годах Никита Пушкин находился на воеводстве во Владимире, имел поместный оклад — 250 четей.
В 1617 году он служил воеводой в Арзамасе. В 1619 году В. Н. Пушкин был пожалован в окольничие. В том же году он сопровождал царя Михаила Фёдоровича во время его богомольного «похода» в Макарьево-Унженский монастырь, а в 1621 году — в Троице-Сергиеву лавру.
В 1622 году окольничий Никита Михайлович Пушкин скончался, оставив после себя четырёх сыновей:
- Михаил Никитич Пушкин
- Иван Никитич Пушкин «Лайко» (ум. 1652/1657), стряпчий, дворянин московский и воевода
- Даниил Никитич Пушкин
- Василий Никитич Пушкин (ум. 1649), дворянин московский, стольник и воевода